# Ospedale degli Incurabili (Venezia)
L'Ospedale degli Incurabili è un ampio edificio cinquecentesco di Venezia, sito nel sestiere di Dorsoduro sulla Fondamenta delle Zattere allo Spirito Santo. È sede centrale dell'Accademia di belle arti di Venezia.

## Storia

### L'origine e lo sviluppo
Sino dalla fine del Quattrocento l'arrivo della sifilide aveva già indotto la fondazione in alcune città italiane di ospedali per gli affetti da questa nuova malattia allora considerata incurabile.
L'ospedale veneziano fu fondato nel 1522 da Gaetano Thiene a seguito dell'iniziativa delle nobildonne Maria Malipiera Malipiero e Marina Grimani che nel 1517 avevano creato un piccolo ricovero per tre donne piagate dalla sifilide. Il religioso trovò la disponibilità dell'ampio spazio alle Zattere nei pressi della chiesa dello Spirito Santo, utilizzato allora da alcuni squeri. Nel 1531 subentrò nella gestione Girolamo Emiliani con i suoi Somaschi.

All'inizio gli edifici dell'ospedale furono realizzato frettolosamente in legname e così anche l'oratorio, già autorizzato dal penitenziere apostolico Lorenzo Pucci nel 1523. Immediatamente si provvide ad ampliarlo, ma le prime notizie sono scarse, tranne le poche che Cicogna trasse dal Sanudo riguardo l'acquisto di alcune case e terreni e secondo le quali si fosse «fato fabriche per ducati 1000». Si trattava probabilmente dei primi interventi in muratura voluti da Pietro Contarini. 

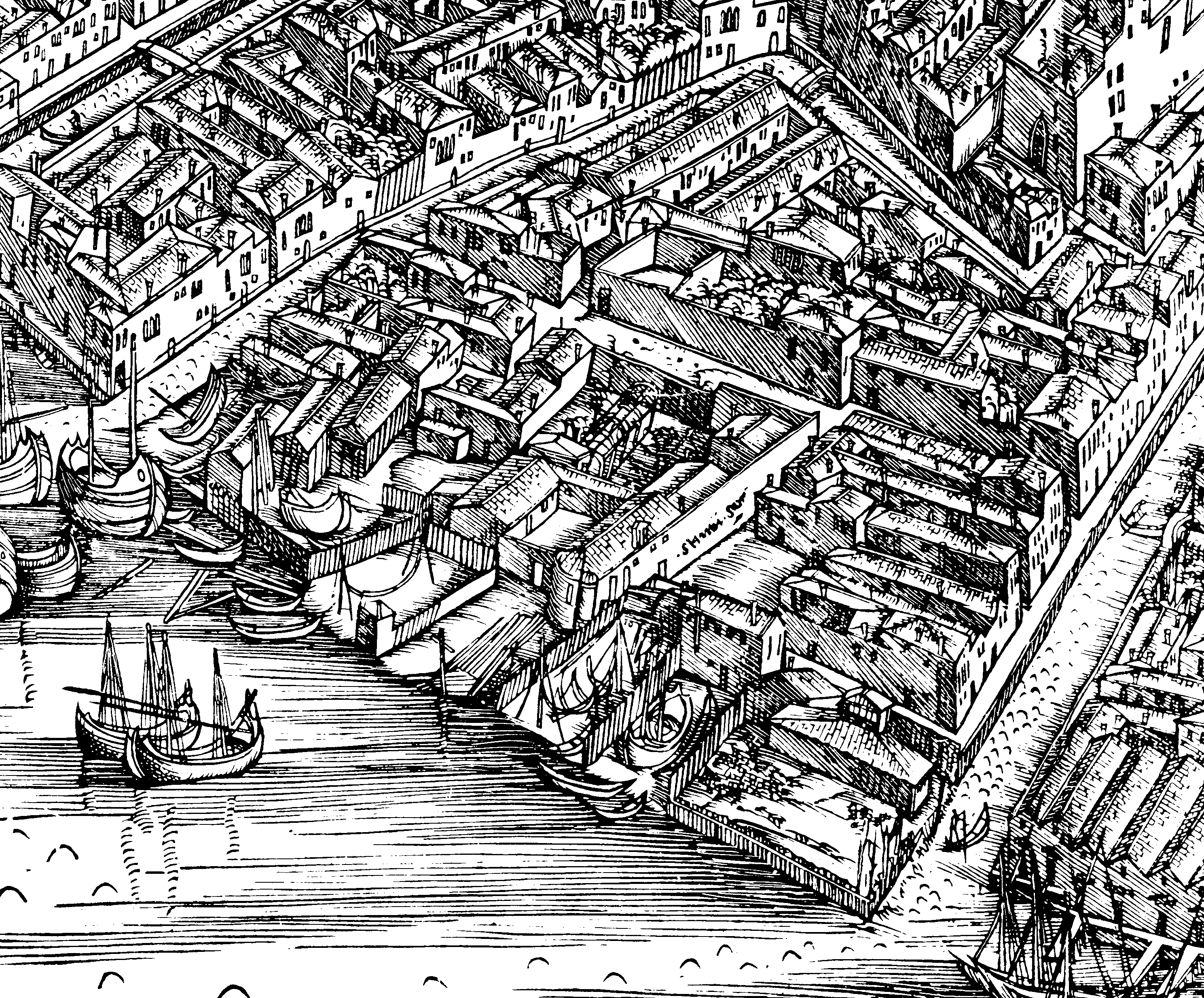
L'insula degli Incurabili e dello Spirito Santo vent'anni prima dell'insediamento dell'ospedale nella mappa di Jacopo de' Barbari (1500),
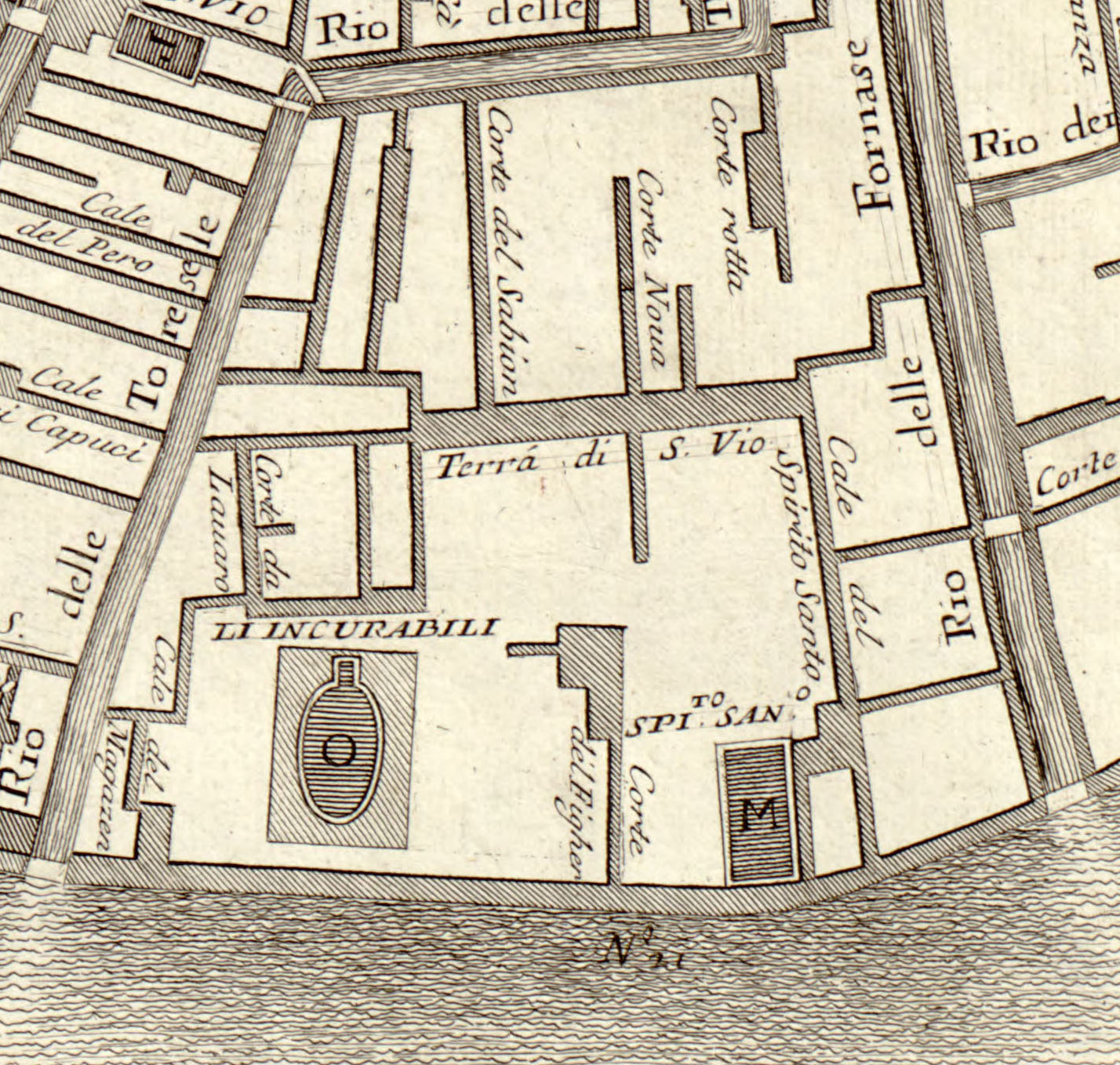
Le modifiche dell'insula nella pianta di Ludovico Ughi del 1730.

Dopodiché non sono pervenuti altri documenti sulla struttura nel primo periodo. Solo nel 1565 risulta la richiesta di un contributo dogale da parte dei governatori dell'ospedale per la ricostruzione della chiesa in mattoni e pietra. Ricevuti trecento ducati dal senato, già nel gennaio 1566 il cavaliere Antonio Zantani, «deputado sopra la fabricha di la jexia di hospedal di Incurabili» registrava che i muri erano stati «alzadi fina segnal dil cornizon di sopra» della «corte di le monache». Il tetto, grazie ad un ulteriore finanziamento pubblico, fu posto in opera nel 1568. Il posizionamento della chiesa all'interno del cortile, anziché tradizionalmente in facciata, fa supporre che la maggior parte della estesa struttura quadrilatera fosse già impostata in muratura e allo stesso tempo non si potesse rinunciare allo spazio per i ricoverati che nel 1565 erano oltre 350 e due anni dopo 450. Difatti visto «il numero grande che si concorre di poveri infermi» nel 1588 il senato assegnò altri 1500 ducati per la «fabrica che si è principiata a fare per aggrandire et ampliare l'hospedal».
Nuovamente nel 1604 il cospicuo lascito di Lorenzo Zantani (nipote di Antonio) era destinato «in finir la fabriche di esso Hospedal, et finite le fabriche che non ci fosse più da fabricar vadi spesa in ornamento della Gesia di esso Hospedal". Si trattò oltre che del completamento dei corpi posteriore anteriore anche dell'allargamento di quelli laterali con la dotazione di magazzini e lavanderia al pianterreno. Per quello che riguardava la chiesa si trattò soprattutto della ricca decorazione pittorica del soffitto (1628-1636) e, poco prima, del rifacimento dell'altar maggiore in legno (1616) successivamente ricostruito in pietra grazie a un ulteriore lascito nel 1719-1722.

### Le risorse
La Repubblica si limitava a rilasciare saltuariamente alcuni, pur cospicui, finanziamenti pubblici.  Di conseguenza i fondi necessari al mantenimento dell'ospedale provenivano principalmente dalla carità privata. Si trattava di elemosine e di lasciti promossi dalle indulgenze per i donatori concesse (e appositamente richieste) all'istituzione veneziana fin dalle origini, e durante i tre secoli di vita dell'ospedale ribadite ed integrate da diversi papi. Alle indulgenze si univa il provvedimento del senato che prescriveva ai notai di ricordare ai testatori l'esistenza e le necessità dei grandi ospedali, regola già inaugurata, con le sue pesanti pene in caso di omissione, per i lazzaretti.
Un particolare modo per attrarre un più vasto pubblico nelle chiesa, e quindi un maggior numero di possibili donatori, fu l'attività di predicatori di grande abilità oratoria e particolarmente noti come il gesuita Benedetto Palmio, verso la fine degli anni cinquanta del Cinquecento, o il francescano osservante Giovanni Battista Calzo da Pesaro, attorno al 1590.
Quanto alle rendite fisse, tutti gli ospedali, ma soprattutto gli Incurabili a causa delle spese necessariamente immediate, si trovavano nell'impossibilità di investire in beni che potessero loro garantire delle entrate fisse. Investimenti che erano nella pratica usati regolarmente dalle Scuole Grandi, anche gli ospedali in base alle leggi ne avevano pienamente riconosciuto il diritto tuttavia limitato a proprietà al di fuori di Venezia, quindi difficilmente gestibili. Per gli Incurabili a fronte di una spesa fisa di 10.000 ducati nel 1583 gli introiti fissi erano soltanto 600 ducati e continuarono ad essere molto bassi visto che nel 1661 erano soltanto 784 ducati.

### L'organizzazione e l'assistenza
Quello degli Incurabili fu il primo grande ospedale centralizzato della città di Venezia, se si fa eccezione per il brefotrofio della Pietà istituito quasi due secoli prima e per i lazzaretti. Fino ad allora l'assistenza era affidata ad una moltitudine di piccole entità, frutto della carità privata o emanazione delle scuole grandi o di quella di arti e mestieri.
L'istituzione era gestita per la parte amministrativa da un collegio di patrizi laici, definiti governatori e per la parte spirituale da religiosi, i medici, gli speziali e gli infermieri a cui destinate le cure pratiche dei degenti erano invece personale stipendiato. Naturalmente se allo stato e ai laici interessava la salute pubblica, la preoccupazione dei religiosi era quella della salvezza delle anime. Comunque per assicurarsi la difesa della laicità ed evitare il rischio che il clero fosse tentato di trasformare l'istituzione in un beneficio ecclesiastico, nel 1539 il Maggior Consiglio aveva posto chiaramente gli Incurabili sotto il patronato dogale.
Fra i primi governatori, a titolo di esempio, vi erano, oltre al già citato Pietro di Zaccaria Contarini degli Scrigni (1491-1563 – che divenuto sacerdote in tarda età fu nominato vescovo di Paphos in tempo per partecipare al Concilio di Trento), Vincenzo Grimani (figlio dell'allora doge Antonio Grimani) e Sebastiano Giustinian (1459-1543 – già ambasciatore della Repubblica presso la corona inglese).
L'assistenza spirituale fu dapprima curata da Gaetano Thiene che aveva già organizzato o fondato altri grandi ospedali. Era affiancato dal suo gruppo del Divino Amore, nucleo originario dei Chierici regolari teatini. È da ricordare che nel 1524 prestò i propri servizi all'ospedale anche Angela Merici. La religiosa era già nota per le capacità organizzative ed educative e i governatori con le governatrici tentarono invano di trattenerla offrendole l'incarico di priora per quanto riguardava le presenze femminili. Nel 1531 i governatori chiamarono Giorolamo Emiliani, altro collaudato organizzatore di istituzioni assistenziali e già attivo a Venezia anche presso l'Ospedale dei Derelitti. La sua Compagnia dei servi dei poveri, elevata a ordine di Chierici regolari di Somasca nel 1540, ne detenne la definitiva gestione. Ai religiosi somaschi si affiancarono di volta in volta dei gruppi di volontari come Francesco Saverio con altri quattro religiosi gesuiti nel 1536-1537, a questo gruppo si unì nell'ultimo anno anche Ignazio di Loyola.
L'ospedale creato per ricoverare i sifilitici si occupò immediatamente anche di altre gravi affezioni. Attività pienamente riconosciuta tanto che già nel febbraio 1522 (1521 more veneto) i magistrati alla Sanità ordinarono l'immediato ricovero presso gli Incurabili di ogni mendicante affetto da sifilide o da altre malattie infettive. I magistrati stabilirono inoltre che fosse tenuto un registro con le date di accettazione e rilascio, e che i malati non potessero uscire dall'ospitale fintanto che non venissero dimessi.
Oltre agli ammalati originariamente all'ospedale alloggiavano anche diverse «donne peccatrici a Dio convertite» e molti orfani. Le donne si trasferirono tra il 1530 ed il 1535 nel nuovo ospedale delle Convertite della Giudecca mentre la cura degli orfani divenne un'ulteriore specializzazione dell'istituto soprattutto dopo l'arrivo di Giorolamo Emiliani che vi introdusse un ulteriore gruppo di orfani che egli già accudiva in una casa nei pressi di San Rocco. I Ricoverati subito dopo la fondazione erano 80, ma già nel 1565 raggiunsero il numero di 350/400 e nel 1588 si contavano 200 orfani e oltre 400 pazienti nel 1588.
Le cure per gli ammalati erano quelle che le conoscenze mediche dell'epoca consentivano. Gli infermieri oltre a lavare e tenere puliti gli infermi applicavano sulle piaghe delle “pomate mercuriali“. A questa cura, dopo gli anni venti del Cinquecento, venne aggiunto l'uso del decotto di guaiaco. Questa cura a base di «acqua di legno» era praticata solo stagionalmente sia perché se ne era verificata l'efficacia migliore in determinati periodi dell'anno, sia in quanto molto costosa a conseguenza del monopolio detenuto dai Fugger. Non potevano mancare gli usuali salassi della cui pratica agli Incurabili ci rimane memoria in un paio di saggi pubblicati nel 1708 e 1709.

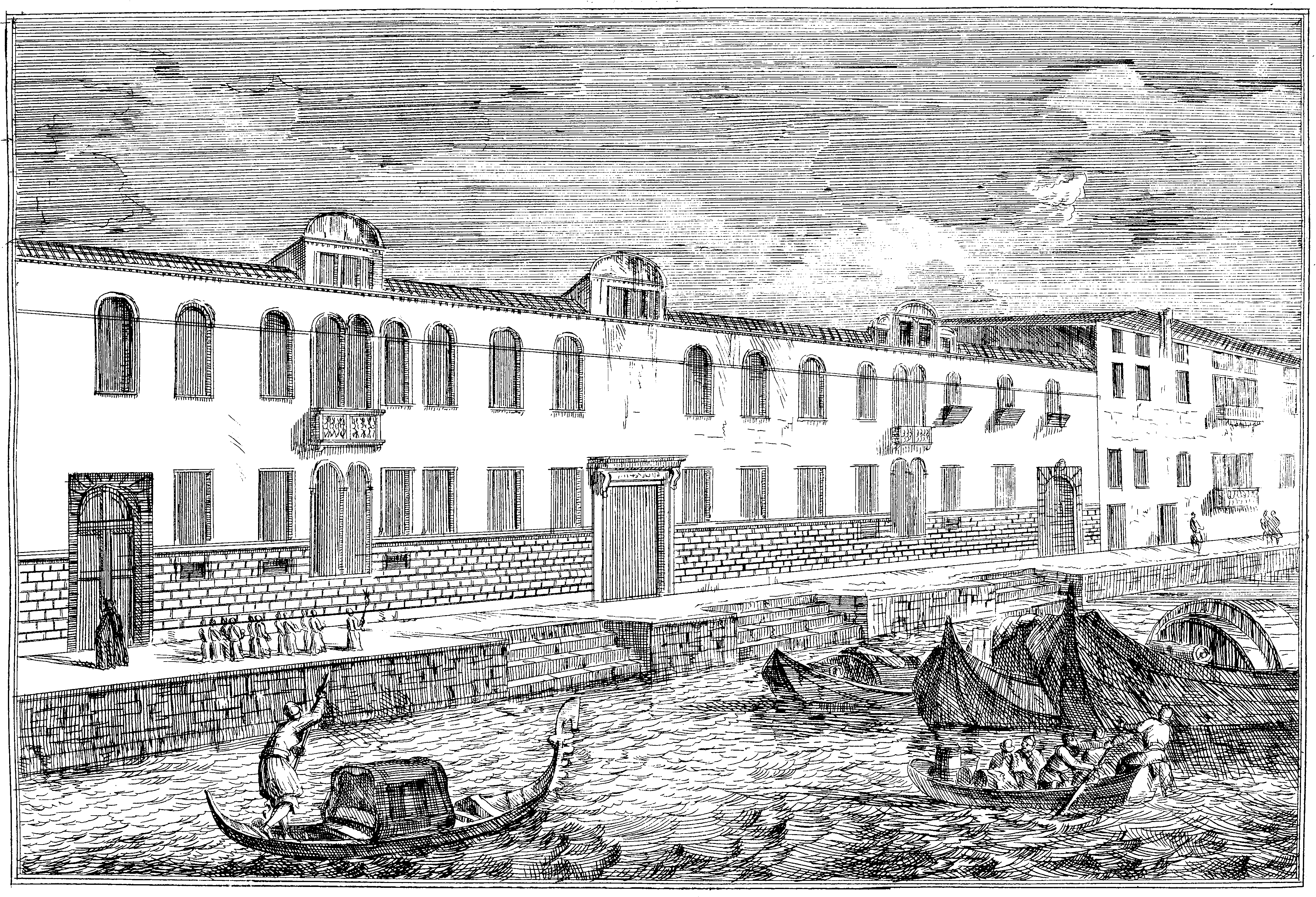
Veduta dell'ospedale, incisione di Luca Caelevarijs. Da notare il particolare della processione dei piccoli orfani che rientra nel brefotrofio.

Gli orfani vestivano una divisa di color biavo, che probabilmente corrisponde a quello che oggi chiamiamo turchese chiaro. All'Ospitale, secondo gli insegnamenti di Girolamo Emiliani, essi dovevano venire istruiti e preparati per rientrare nella società, per esercitare un mestiere ed essere in grado di mantenersi da sé e potenzialmente una propria famiglia. Mentre i piccoli maschi nei giorni di festa venivano accompagnati in processione fuori dall'ospedale, le femmine venivano invece gelosamente protette al chiuso delle mura. È singolare a questo proposito la corrispondenza tra la politica sociale della Repubblica in fatto di povertà e i metodi di Emiliani, ma non ci è dato sapere se questi seguisse le leggi correnti o se ne fosse indirettamente ispiratore attraverso gli influenti governatori.
Per raggiungere lo scopo educativo, oltre ad insegnare agli orfani a leggere, scrivere e far di conto, venivano pagati alcuni artigiani per addestrarli in un mestiere. E a proposito di mestieri è interessante l'esperimento del 1533 in cui alcuni orfani vennero imbarcati e addestrati nelle navi militari. Naturalmente si insegnava anche la dottrina cristiana, a pregare e cantare inni sacri. L'insegnamento morale dominante era la condanna della mendicità, ammessa solo come atto di cristiana umiltà in obbedienza alla regola di un ordine religioso.
Per le ragazze era molto importante l'insegnamento musicale. Le loro esecuzioni, particolarmente rinomate, garantivano un certo introito nelle questue e fu previsto che metà degli incassi andasse a formare un fondo delle future doti in caso di matrimonio. Doti per altro integrate dalle gentildonne governatrici. nel 1581 erano previsti 100 ducati se la fanciulla avesse raggiunto l'anzianità necessaria, altrimenti ne venivano versati solo 25.

### La musica
L'insegnamento della musica, che fu di grande tradizione anche negli altri grandi ospedali veneziani dei Derelitti, dei Mendicanti e della Pietà, è documentato agli Incurabili già precocemente nel 1568. Chi fossero i maestri nel primo secolo di attività ci è purtroppo ignoto né che tipo di musica venisse insegnata. Quanto al metodo è molto probabile che si trattasse di pratica nella lettura degli spartiti e nell'esecuzione canora o strumentale.
Sappiamo invece che tra la fine del Seicento e la prima metà del Settecento di succedettero agli Incurabili diversi famosi maestri. Alcuni, almeno per certi periodi, assunsero il ruolo di maestri di musica o del coro come Carlo Pallavicino, Carlo Francesco Pollarolo, Nicola Porpora – che collaborava anche con la Pietà e i Derelitti – Niccolò Jomelli, Francesco Brusa, Baldassare Galuppi – che fu anche maestro di cappella di San Marco – e Vincenzo Legrenzio Ciampi. Altri come Johann Adolf Hasse, Antonio Lotti, Gioacchino Cocchi, e di nuovo Galuppi quando decise di seguire soltanto la cappella ducale, si limitarono realizzare composizioni espressamente per l'ospedale. A differenza di quanto ancora in uso nelle chiese le composizioni musicali per gli ospedali dovevano seguire un'impostazione di tipo operistico invece che quello polifonico: qui erano disponibili solo le voci femminili per le esecuzioni piuttosto che le classiche voci bianche e maschili.
La musica degli ospedali veniva celebrata come un'attrazione e già dal 1697 la Guida de' Forestieri di Vincenzo Coronelli non mancava di segnalare l'abilità canora di Cecilia, Apollonia, Coccina e Oseletti, pute degli Incurabili. Nonostante l'abilità generalmente riconosciuta non risulta che qualche cantante sia potuta passare al teatro d'opera. Cosa che avvenne piuttosto per le «figlie d'educazione» esterne inviate a studiare negli ospitali, come ad esempio alcune cantanti salisburghesi tra il 1760 ed il 1770.

### Il declino
Un po' oscura è la storia dell'ospedale negli ultimi anni della Repubblica. L'istituzione fu colpita da una crisi finanziaria nel 1755 a cui seguì la crisi di tutti gli ospedali veneziani dopo il 1775. Per decreto del senato nel 1782 l'istituto passò ad una nuova amministrazione interamente a carico dello stato e, in qualche modo, continuò la sua attività tanto che nel 1807 divenne di fatto, ma temporaneamente, il primo ospedale civico cittadino. Nei provvedimenti napoleonici il Decreto riguardante l’Amministrazione degli Spedali ed altri Stabilimenti di beneficenza pubblica in Venezia del 18 giugno 1807 era stabilita la concentrazione dell'amministrazione di tutti gli ospedali e luoghi pii di Venezia nelle mani della nuova istituzione definita Congregazione della Carità. Veniva inoltre prevista entro un anno una suddivisione più organica dei singoli stabilimenti separando cioè malati, orfani, orfane e altri assistiti e riunendoli in stabilimenti differenti e specificamente dedicati. Con decreto del 7 dicembre 1807 poi si autorizzava a studiare maggiori economie ed effettuare eventuali soppressioni. Fu così che l'ospedale dei santi Pietro e Paolo di Castello venne chiuso e i degenti trasferiti nell'Ospedale degli Incurabili assieme a quelli dei Derelitti che era stato trasformato in scuola di pratica chirurgica.
Molto presto, nel 1819, la sede fu scambiata con quella dell'ospedale militare austriaco, situato allora a San Lazzaro dei Mendicanti. La chiesa fu spogliata e i militari la utilizzarono prima come magazzino e infine nel 1831 la demolirono. Nel 1872 la destinazione dell'edificio fu convertita a quella di distretto militare. Probabilmente avvenne in quella l'occasione la demolizione della scala chiocciola ovale che collegava l'ingresso alla sala prove del coro.
Nel febbraio 1938 il complesso venne adibito a Centro di rieducazione minorile a cui, nel secondo dopoguerra, si aggiunse anche il tribunale dei minori, entrambi chiusi nel 1977. Nel 1978 parte della struttura fu utilizzata come sede provvisoria del Liceo Ginnasio Marco Polo durante i lavori di ristrutturazione della sede storica del liceo e successivamente ospitò le aule del liceo artistico.

Nel 1997 fu deciso di separare fisicamente le due istituzioni delle Gallerie dell'Accademia e dell'Accademia di Belle Arti di Venezia. A quest'ultima venne assegnata come nuova sede l'ospedale degli Incurabili che poté definitivamente occupare dopo i restauri (1999-2003) su progetto di Eugenio Vassallo e Giorgio Bellavitis.

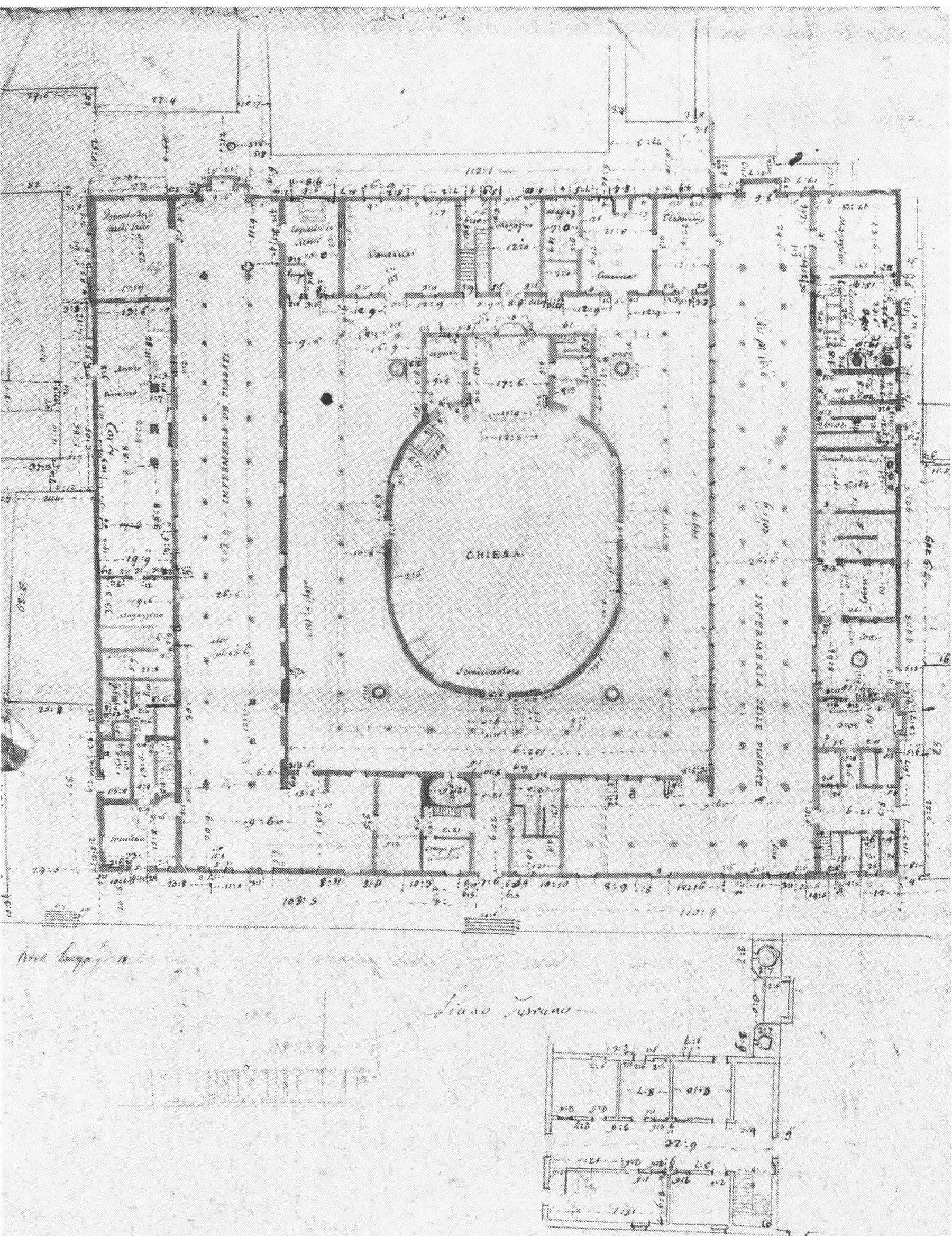
La pianta del piano terreno del complesso rilevata da Cesare Fustinelli all'inizio del XIX secolo.
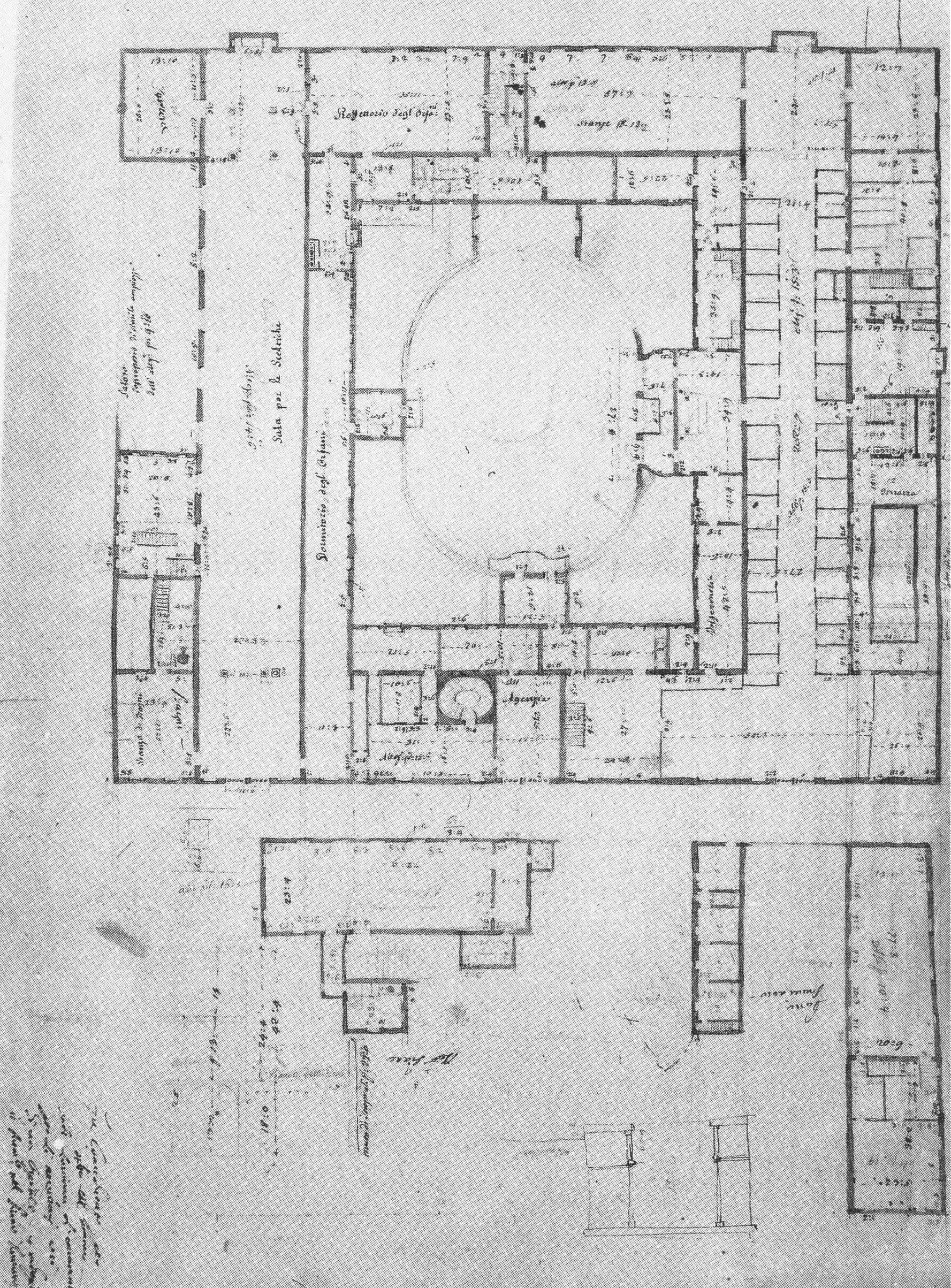
La pianta del secondo piano del complesso rilevata da Cesare Fustinelli all'inizio del XIX secolo.

## Descrizione
La struttura regolare e simmetrica degli Incurabili sarà un punto di riferimento per i progetti dei complessi ospedalieri veneziani più recenti. Tuttavia, diversamente dagli altri grandi ospedali, questo degli Incurabili non mostra in facciata il prospetto di una chiesa. E l'edificio si presenta oggi semplicemente come una grande struttura quadrilatera sviluppata attorno ad un ampio cortile.
Per la progettazione di tutto il complesso sono state proposte più ipotesi. Probabile, ma non dimostrabile, la mente del Sansovino in fase di concezione generale; quanto al cavaliere Antonio Zantani, che architetto non era ma pratico di costruzioni nella sua veste di delegato per le fabbriche, è più logico considerarne la posizione come quella di promotore e organizzatore. È invece sicuro l'intervento di Antonio Da Ponte più in veste di proto che di progettista, sebbene non siano da escludere sue varianti in corso d'opera.
Solo l'austera e simmetrica facciata verso il canale della Giudecca presenta una minima cura dell'ornato e come d'uso a Venezia riprende la partizione interna. Allo stesso tempo dissimula le aggiunte ai corpi laterali con la grande fascia a bianco bugnato che riveste il pianterreno e ne forza la lettura unitaria in senso orizzontale. Al centro l'alto portale trabeato, con la cornice superiore sostenuta da modiglioni a voluta, fungeva da accesso sia all'ospedale che alla chiesa. Si tratta dell'unico elemento sicuramente progettato dal Da Ponte: all'origine era stato disegnato e preparato per il ripristino del Palazzo Ducale dopo l'incendio del 1577 ma poi si decise di donarlo all'ospedale.
Verso i lati si ripetono specularmente le grandi finestre binate sovrapposte nei due piani che rivelano le teste dei profondi saloni dei ricoverati. Queste quattro corsie, due al pianterreno e due al primo piano, si sviluppavano per circa 72 metri in lunghezza e 10,50 in larghezza – questo naturalmente prima delle partizioni nei restauri storici e moderni – dimensioni inusitate in questa tipologia architettonica a Venezia si erano riscontrati dei saloni di tali dimensioni.

Ancora più verso gli estremi dell'edificio, al centro delle aggiunte laterali, sono due più piccoli portali ad arco ora murati che conducevano ai locali di servizio: quello di destra, con un volto di donna scolpito in chiave di volta, conduceva alle lavanderie; quello di sinistra con un volto di Bacco sorridente conduceva alle dispense. 

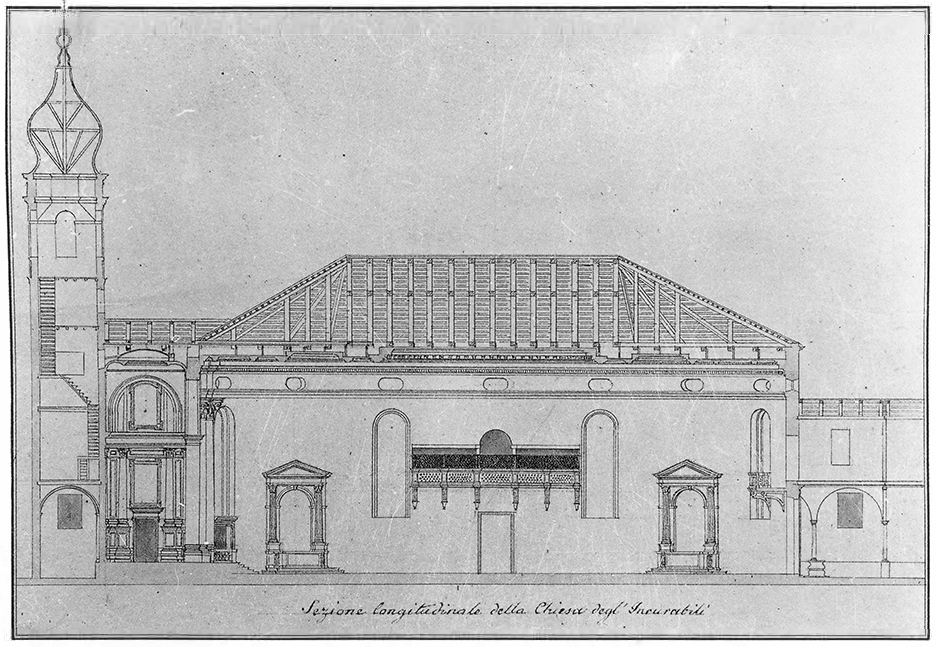
Francesco Wcowich-Lazzari, 1820 circa, Rilievo sezione longitudinale della chiesa degli Incurabili

All'interno si trova un grande chiostro dal gusto tardo rinascimentale, tipico nella Venezia nel secondo Cinquecento. Si tratta di un porticato di sette arcate sui lati paralleli alla facciata ed undici sugli altri due lati costituito da colonne tuscaniche impostate su un basso muretto di mattoni rifinito da una marginatura in continuo in lastre di pietra bianca. Curiosamente le arcate si presentano in pietra solo nell'imposta degli archi sopra i capitelli mentre il resto del fornice continua la medesima semplice modanatura in mattoni.

### La chiesa dell'ospedale: il Santissimo Salvatore
Circondata dal chiostro sorgeva la chiesa dell'ospedale, raffinata e originale con la sua pianta quasi ovale, demolita nel 1831. A suo ricordo, nel corso del restauro del 1999-2003, ne è stato tracciato il perimetro con liste di bianca pietra d'Istria risaltante sul selciato di grigia trachite del cortile.
L'edificio era relativamente basso, per evitare che schermasse troppo la luce ai blocchi circostanti. Al tempo della demolizione, i principali dei numerosi dipinti che nel tempo lo arricchirono e parte degli altari furono trasferiti in altre chiese.